# Boca
A boca faz parte do sistema digestivo como abertura anterior do tubo digestivo dos animais e onde inicia-se o processo da digestão no homem. Geralmente localiza-se na parte frontal da cabeça do animal. A boca é formada pelos dentes, língua, gengiva, palato – céu da boca –, bochecha e lábios. Esse grupo é responsável pelo início da digestão. Um adulto tem 32 dentes e uma criança tem em sua dentição decídua ou primária 20 dentes . A função dos quatro incisivos, que ficam na parte da frente da arcada, é cortar a comida.

## Generalidade
É frequentemente usado o termo adjetivo oral ou estomatológico. O termo latim oris é um prefixo que indica algo relativo a boca (borda, limite)στομα; estoma, que em grego significa boca ou orifício, refere-se à entrada.
De fato a boca é simplesmente uma cavidade, a cavidade oral, porém essa cavidade está rodeada de estruturas dinâmicas que lhe conferem propriedades distintas de outras estruturas do corpo, mais ainda, quando a boca está situada na face, integrando a unidade crânio-facial, que caracteriza um indivíduo, especialmente no relativo a suas funções de relacionamento com o ambiente, constituído, principalmente, por outros indivíduos da mesma espécie humana. Isso significa que a boca cumpre um importante papel na vida de relacionamento, servindo como "posto de fronteira" do organismo em contato com ambientes que sejam capazes de julgar a esse organismo como uma entidade peculiar, que pode representar uma variação do ambiente ecotópico.

## Características gerais
Nos animais com sistema digestivo completo, a boca forma a abertura de entrada do referido sistema,  e o ânus forma a outra abertura. No desenvolvimento embrionário, tanto o ânus como a boca podem se formar a partir do blastóporo — a abertura inicial da blástula. Caso a boca se forme primeiro e a partir do blastóporo e o ânus se desenvolva mais tarde, temos o grupo de animais protóstomos. Caso o ânus se desenvolva a partir da blástula temos os animais deuteróstomos.
Em muitos animais de sistema digestivo incompleto, como os cnidários, a boca atua tanto como orifício de entrada de alimentos como orifício de saída de excreções.
A boca humana é constituída pelos dentes e pela língua, que misturam e transformam os alimentos em bolo alimentar, ao envolvê-los em saliva. Os dentes não são todos iguais. Conforme a sua função cada dente tem uma forma diferente. Podemos distinguir os incisivos, cuja missão é cortar os alimentos; os caninos, encarregados de rasgar os alimentos, e os pré-molares e molares, que servem a trituração dos mesmos. Os dentes encontram-se situados nos dois maxilares, constando a dentição permanente de 4 incisivos. 2 caninos. 4 pré-molares e 6 molares em cada maxilar. Vale observar que evolucionariamente esses números vem diminuindo. Ex: A falta cada vez mais freqüente do terceiro molar na dentição do homem moderno.
A língua é o órgão que recebe os estímulos responsáveis pela sensação do sabor dos alimentos. É na língua que se situam a maioria das papilas gustativas.
Ao redor da boca humana (e também em seu interior) existem as glândulas salivares que produzem a saliva. Uma de suas principais funções é a de transformar o amido em produtos mais simples. Depois de formado, o bolo alimentar passa para a faringe (deglutição).

## Histologia
A mucosa da boca ou oral possui algumas funções:
- Protege devidamente contra forças abrasivas.
- Oferece uma barreira contra microorganismos, toxinas e antígenos através da saliva. As menores glândulas da mucosa oral oferecem lubrificação e seleção de alguns anticorpos.
- A mucosa é ricamente enervada fornecendo sensação de tato, dor, e paladar.

A mucosa bucal pode ser mastigatória, de revestimento ou mucosa especializada. A mucosa da boca é dividida em três tipos de mucosa: a mucosa envolvida no processo de mastigação, a mucosa que reveste a boca e uma mucosa especializada.
A mucosa mastigatória é composta por epitélio pavimentoso estratificado não queratinizado, ou paraqueratinizado, umidificado e tecido conjuntivo subjacente.
As partes da cavidade oral expostas a forças de fricção e cisalhamento (gengiva, superfície dorsal da língua e palato duro) são cobertas pela mucosa mastigatória que é constituída de epitélio pavimentoso estratificado geralmente queratinizado e por tecido conjuntivo denso na modelado subjacente.
A mucosa de revestimento é composta por epitélio pavimentoso estratificado não queratinizado superposto a tecido conjuntivo denso não modelado, porém mais frouxo do que o da mucosa mastigatória.
Há ainda uma mucosa especializada para a percepção do gosto, que cobre as regiões da mucosa oral que possuem corpúsculos gustativos (superfície dorsal da língua e áreas do palato mole e da faringe).
A mucosa bem perto da gengiva que recobre o dente é diferente da mucosa da região da bochecha. Quando o indivíduo se alimenta, o material sólido está constantemente batendo na gengiva ou no palato duro, enquanto na bochecha ou na região entre o lábio e o dente não há tanta agressão. Por isso, a mucosa do palato e da gengiva vão precisar de maior resistência, que se reflete num epitélio com mais queratina.
Se dois animais da mesma espécie forem tratados com tipos de alimentação diferentes; uma muito sólida e outra bem pastosa, durante boa parte da vida, o primeiro terá a língua com muito mais queratina.
A submucosa bem desenvolvida ou pouco desenvolvida, lâmina própria rica em colágeno ou pobre em colágeno, epitélio rico em queratina ou pobre em queratina são características das regiões conforme a função da região.
O epitélio está preso à lâmina própria, então essa lâmina própria tem que ser rica em fibras colágenas para prender o epitélio.
Algumas regiões da boca vão ter tecido adiposo na submucosa. Não é o caso do palato, pois ao lançar o alimento o palato se movimentaria para frente e para trás, o que prejudicaria o rendimento da atividade desse palato. Já na bochecha, tem tecido adiposo na submucosa. Em alguns lugares, não tem submucosa, só tem o córion da mucosa. Em alguns lugares a mucosa se continua pelo osso: é o caso da gengiva, onde há epitélio e a lâmina própria se amarra ao periósteo.
Sobre o epitélio está a camada queratinizada. A camada queratinizada varia entre os diversos animais e nós humanos. Alguns animais possuem essa camada muito mais espessa.
Nenhum de nós tem queratina na bochecha, ou no lábio por dentro. Mais há vários animais que tem queratina na bochecha: o boi corta com a língua o capim, mastiga aquilo, e trabalha e joga o alimento no estômago. O alimento é associado ao ácido clorídrico  e o estômago joga de volta esse bolo alimentar ácido à boca. Se a mucosa oral da bochecha do boi não tivesse queratina, estaria danificada. O ruminante tem queratina na bochecha.
O epitélio da mucosa oral possui as seguintes camadas: a camada basal, camada de células espinhosas, camada granular ou intermediária e camada superficial, que pode ou não ser queratinizada.
As células que estão na base, ou a camada germinativa, do epitélio da mucosa oral originam as demais camadas até a última, que é uma camada que descama. A mucosa bucal  é descamativa. Em alguns lugares, acima da camada que descama, tem queratina.
Na camada germinativa, se formam muitas mitoses. A camada que sofre multiplicação ou mitose é a camada basal, também chamada germinativa.
A camada espinhosa tem esse nome porque no início do século, cientistas viam essa camada ao microscópio e achavam que passavam espinhos de uma célula para outra . Depois descobriram que na verdade, esses espinhos eram desmossomos. A camada espinhosa é então rica em desmossomos. O desmossomo segura uma célula à outra, temos então que estas células da camada espinhosa estejam muito juntas umas das outras. A riqueza de desmossomos então confere resistência a esse epitélio. Se não houvesse tanto desmossoma portanto, essa mucosa seria facilmente arrancada. Porém graças aos desmossomos não é possível com uma agressão simples na boca arrebentar as células espinhosas, porque a riqueza desmossômica é tão grande que elas ficam presas umas as outras.
A camada granulosa tem esse nome porque é cheia de grânulos que correspondem querato-hialina. A célula vai se enchendo de grânulos de querato-hialina e esses grânulos vão substituindo a célula.  No lugar de ribossomos, mitocôndrias,etc, vão aparecer grânulos de querato-hialina. Vai chegar um momento em que essa célula está tão cheia de grânulo de querato-hialinaque essa célula baixa sua qualidade funcional e descama. Em alguns lugares, a quantidade de querato-hialina é tanta, que a célula mesmo morta apresenta-se cheia de querato-hialina. Querato-hialina compactada dá queratina.
Em alguns setores a camada granulosa tem muito mais grânulos. Em outros setores, tem menos. Em alguns lugares, a camada granulosa se continua pela camada queratinizada. Em outros, essa granulosa é a última camada.

## Estruturação dinâmica
A cavidade oral está constituída por elementos funcionais extraordinariamente dinâmicos que lhe conferem a sua identidade fisiológica. Daí, torna-se indispensável entender bem quais são esses elementos constitutivos, como funcionam e, especialmente como eles se inter-relacionam com o intuito de estruturar uma entidade sui generis: a boca, propriamente dita.
Dentro desses elementos estruturais, devem ser diferenciados dois grandes grupos:

### Elementos ativos
Quando se especifica elementos da boca, se está referindo  àqueles que, de algum modo na sua função, gastam energia: isto é, precisam formar ATP e logo, que será utilizada na efetuação de uma atividade específica da boca.
Os elementos orais de caráter ativo são:
- os nervos;
- os músculos esqueléticos da boca;
- glândulas de secreção exócrina, fundamentalmente;
- e também, de acordo com achados mais recentes, de natura hormonal.

Deve-se destacar que os elementos ativos, em particular músculos e nervos, exibem a propriedades da excitabilidade, gerando potenciais de ação que podem ser propagados para outras estruturas.

### Elementos passivos
Os elementos orais de caráter passivo, não requerem a liberação de energia para a realização imediata da sua função: contudo estas estruturas como qualquer orgânica, precisam de metabolismo energético para manter suas características biológicas. Entre os elementos passivos devem ser considerados:
- os dentes;
- os ossos maxilo-mandíbulares e faciais;
- os tendões e;
- ligamentos, a articulação têmporo-mandibular;
- a mucosa ou epitélio de revestimento da cavidade bucal como também;
- os vasos sanguíneos que irrigam os elementos bucais.

Deve-se agregar aos elementos mencionados, as estruturas correspondentes ao sistema imune.
Não há diferença quanto à relevância, porque um grupo pode ser tão importante quanto o outro, porque eles trabalham de forma conjunta e estruturais.

## Microbiologia
De todas os sítios do corpo humano, a cavidade bucal é aquela que apresenta maiores níveis e diversidade de microrganismo. As características anátomo-fisiológicas da boca são responsáveis por esta diversidade, uma vez que a boca apresenta diferentes tipos de tecidos e estruturas que variam quanto à tensão de oxigênio, disponibilidade de nutrientes, temperatura, e exposição aos fatores imunológicos do hospedeiro. Além das superfícies moles e descamativas das mucosa, há superfícies rígidas não descamáveis (estáveis) da superfície do dente. As superfícies das mucosas e dentes são ainda banhadas pela saliva ou pelo fluido teciduais/plasma que atinge o sulco gengival. Tanto as superfícies descamativas, como as superfícies duras dos dentes diferem em retentividade e exposição ao oxigênio, nutrientes e fatores imunológicos. Por exemplo, a mucosa do dorso da língua é muito mais retentiva do que a mucosa jugal. O dorso da língua funciona como um reservatório de diversos microrganismo, os quais vão posteriormente ocupar outros nichos nas superfícies dentárias supra e subgengivais. Muitos microrganismo Gram-negativos e Gram-positivos encontrados em altas proporções no dorso da língua, podem ser patogênicos ao colonizar a placa dental supra e subgengival. Por isto, a língua pode funcionar como um reservatório de patógenos dentários e periodontais.
As superfícies dentárias também diferem sensivelmente quanto a retentividade, lisura superficial e exposição aos componentes da saliva e fluido creviscular. Estas variações influenciam na composição na microbiota local, sendo a composição da placa dental de um sulco da superfície oclusal de um molar diferente da placa dental da superfície vestibular de um incisivo. A comunidade microbiana de superfícies dentárias supragengivais dentárias supragengivais são também diferentes das superfícies dentárias adjacentes ao sulco gengival. Os diversos nichos da cavidade bucal oferecem portanto, condições favoráveis às exigências nutritivas, respiratórias e de aderência necessárias à colonização de grande variedade de microrganismos. Além disto, fatores comportamentais e condições de saúde do próprio hospedeiro (ex., fluxo salivar e condições de higiene bucal) exercem também grande influência nas comunidades bacterianas da boca.
A composição e diversidade da microbiota bucal pode variar de um indivíduo para outro. Entretanto, a despeito das variações entre indivíduos, alguns grupos de microrganismo estão presentes em nichos bucais específicos na maioria dos indivíduos. Estes são os microrganismos mais adaptados àquelas características ambientais próprias de cada nicho, e compõem a microbiota indígena. Os microrganismos que compõem um microbiota indígena, variam entretanto em proporção, sendo alguns presentes em níveis altos e outros em menor número. Outros microrganismos bucais estão apenas de passagem e não se estabelecem em um nicho ecológico específico. Estes são chamados de microrganismos transitórios e podem surgir de contatos salivares entre indivíduos ou pelo transporte de microrganismos presentes em outras mucosas, como a nasofaríngea.

## Neurodependência
A boca deve a sua funcionalidade à intervenção fundamentalmente do sistema nervoso. Em outras palavras, sem o sistema nervoso a boca não existiria funcionalmente, ou bem, poder-se-ia estabelecer, a boca chega a ser apenas uma parte mais periférica do próprio sistema nervoso, como são o ouvido e o olho. Todos eles seriam projeções periféricas do sistema nervoso, que chega a estar em contato com o ambiente. Essa inter-relação parece fundamentalmente, porque a finalidade da boca se confunde com os objetivos cumpridos pelo sistema nervoso. De fato, a boca possui uma população vasta e variada de receptores, de onde partem fibras nervosas que se identificam com o sistema somato-sensorial facial; por outro lado, a boca capta diferentes tipos de estímulos. Desse modo, fornece ao sistema nervoso central uma rica e definida informação pela sensibilidade somato-sensorial, geral ou específica, como é a sensação do paladar, por exemplo.
Adicional e importantemente, o sistema nervoso central  controla a função muscular e glandular. Forma-se, assim, um sistema recíproco de aferência e eferências, pelas quais a boca passa a converter-se numa dependência funcional total do sistema nervoso, tanto ou mais que o próprio olho.
A capacidade que evidência a boca poder ser ponto de partida de aferências sensitivas é denominadas genericamente de estomatognosia. A capacidade neural de controlar ou intervir sobre as estruturas orais denominada de estomatoponia.

## Imagens adicionais

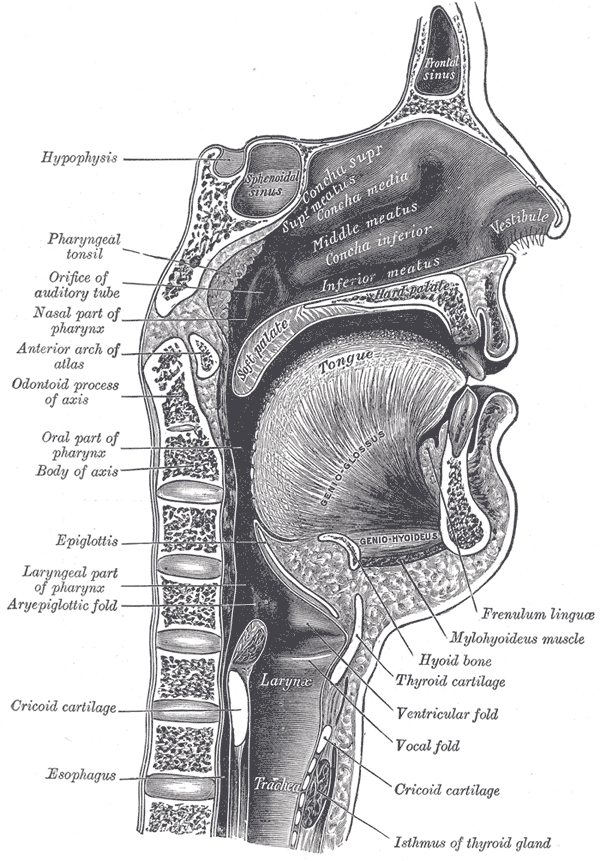
Secção sagital do nariz, boca, faringe e laringe.
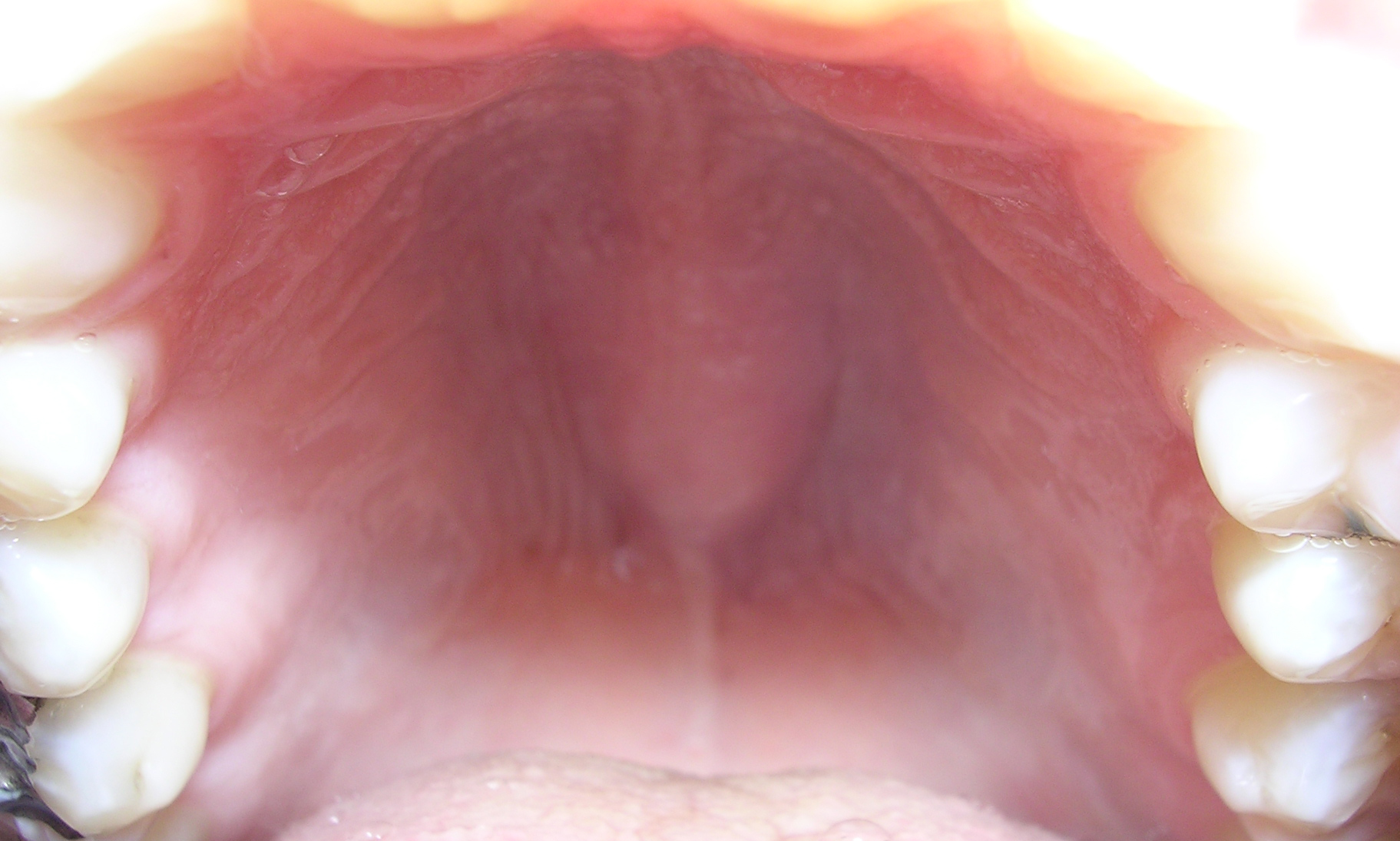
Palato (céu-da-boca)
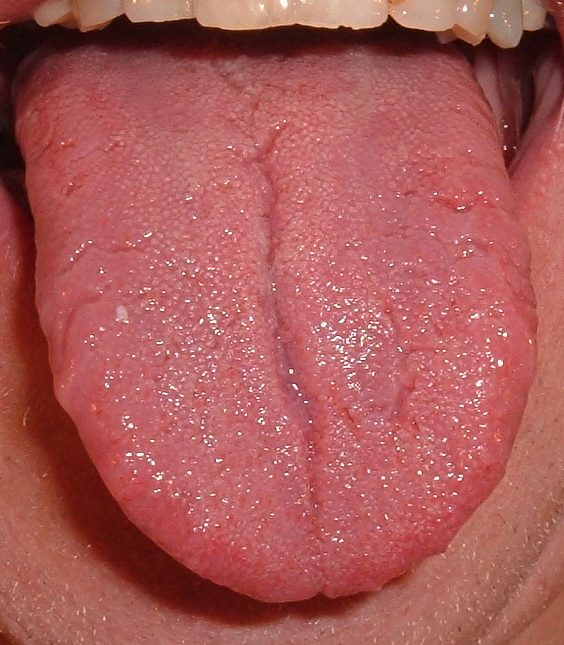
Língua
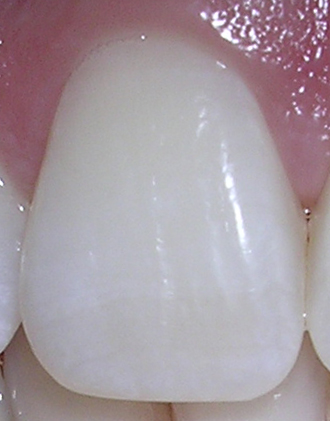
Dente incisivo
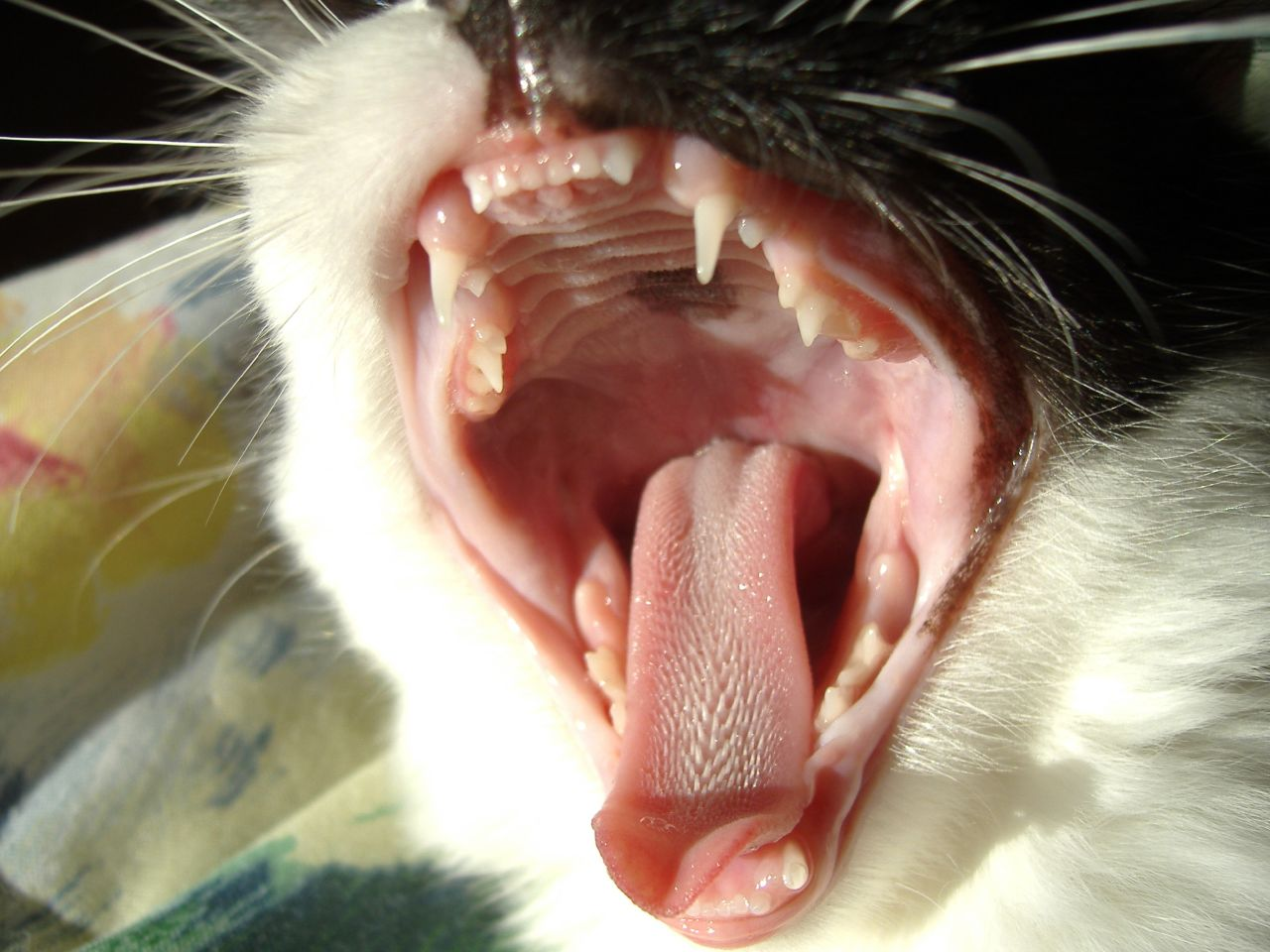
Boca de um gato doméstico